# Raphaël Stevens
Raphaël Stevens est éco-conseiller, formateur et expert en résilience des systèmes socio écologiques. Il est également l'auteur d'ouvrages relatifs aux questions de transition écologique, de collapsologie et de résilience collective.

## Biographie

### Enfance et formation
Il est diplômé d’une école de commerce.
En 2011, il réalise une année au Schumacher College au Royaume-Uni, où il obtient une maîtrise en sciences holistiques.
Il est également diplômé en gestion de l'environnement.

### Carrière
Il est cofondateur du bureau de consultance Greenloop et de l’ONG Biomimicry Europa, agence de conseil spécialisée en biomimétisme,.
Il lit de nombreuses études scientifiques pour lesquelles il se passionne et qui le mèneront vers une collaboration avec Pablo Servigne et la création du mouvement des collapsologues.
En 2015, il publie avec Pablo Servigne Comment tout peut s'effondrer, Petit manuel de collapsologie à l’usage des générations présentes, aux Editions du Seuil, collection Anthropocène,. L'ancien député Yves Cochet, président de l'Institut Momentum, signe la postface du livre : « Jamais il n'est question de notre disparition à court terme en tant que civilisation. Pourtant, jamais nous n'avons eu autant d'indications sur la possibilité d'un effondrement global imminent. […] La collapsologie est une école de responsabilité. ». Pablo Servigne et Raphaël Stevens y présentent le concept de collapsologie, soit la science de l'effondrement de la société industrielle, ses causes et ses conséquences. L'ouvrage se vend bien, même plusieurs années après sa sortie. Ainsi, en 2018, lors de la canicule, le livre fait son entrée dans le classement de L'Express. « Un cas rarissime » selon le magazine. Le journal Le Monde qualifie pour sa part Comment tout peut s'effondrer de « best-seller qui a lancé la « collapsologie » en France ». Fin 2018, le livre s'est vendu à plus de 45 000 exemplaires de manière continue depuis sa parution. « Il se hisse au rang de best-seller en janvier 2019. » indique Usbek et Rika.
En 2018, avec Pablo Servigne et Gauthier Chapelle, il publie Une autre fin du monde est possible: vivre l’effondrement (et pas seulement y survivre) qui invite notamment à travailler sur soi pour se projeter au-delà de la catastrophe,,.
En 2020, il publie, toujours avec Pablo Servigne, Aux origines de la catastrophe : Pourquoi en sommes-nous arrivés là ?. L'ouvrage tente d'expliquer le changement climatique et plus généralement les fondements de notre société actuelle en remontant aux origines de l’humanité et en interrogeant vingt-cinq auteurs (philosophes, sociologues, biologistes ou encore écrivains) sur les sujets du patriarcat, du colonialisme, de la séparation nature/culture ou encore de l’invention de l’agriculture,.

## Publications
- Agnès Sinaï, Hugo Carton, Raphaël Stevens et Pablo Servigne, Paris, Éditions Charles Léopold Mayer, 2015, 110 p.  (ISBN 978-2-84377-186-6).
- Pablo Servigne et Raphaël Stevens, Comment tout peut s'effondrer, Petit manuel de collapsologie à l’usage des générations présentes, Paris, Seuil, colll. « Anthropocène », 2015  (ISBN 978-2021223316)
- Pablo Servigne, Raphaël Stevens et Gauthier Chapelle, Une autre fin du monde est possible : vivre l'effondrement (et pas seulement y survivre), Paris, Seuil, coll. « Anthropocène », 2018, 327 p. (ISBN 978-2-02-133258-2).
- Pablo Servigne (dir.), Raphaël Stevens (dir.) et al., Aux origines de la catastrophe : Pourquoi en sommes-nous arrivés là ?,  éd. Les Liens qui libèrent, et Imagine Demain le monde, 2020, 208 p.  (ISBN 979-10-209-0834-6)